# Mạc nối nhỏ
Mạc nối nhỏ (tiếng Anh: lesser omentum; Tiếng Pháp: le petit omentum) là lá phúc mạc kép trải rộng từ gan tới bờ cong nhỏ dạ dày (dây chằng gan - vị) và hành tá tràng (dây chằng gan - tá tràng).

## Cấu trúc

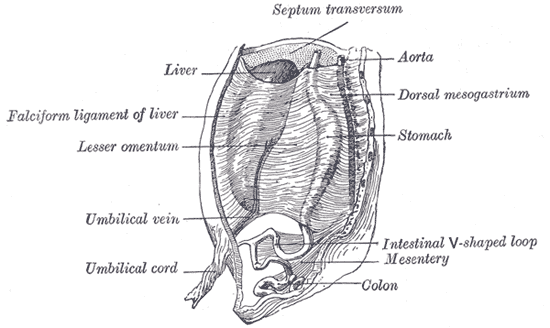
Thai 6 tuần (Mạc nối nhỏ được đánh dấu bên trái). Mạc nối nhỏ có nguồn gốc từ mạc treo vị trước của phôi.

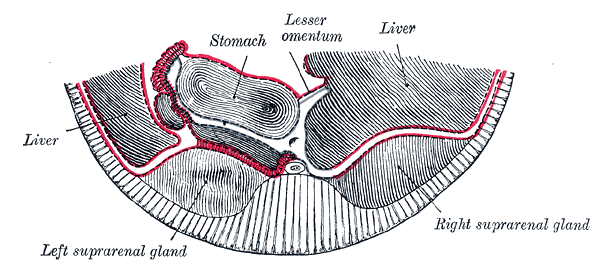
Thai ba tháng.

Mạc nối nhỏ rất mỏng, nơi hai lá phúc mạc liên tiếp nhau phủ lên mặt trên-ngoài và mặt dưới-trong của dạ dày và hành tá tràng.
Khi hai lá phúc mạc này đến bờ cong nhỏ dạ dày và giới hạn trên đoạn trên tá tràng, chúng chập vào nhau tạo thành nếp kép, đi lên đến cửa gan.
Ở bờ trái cửa gan, nếp dọc chạy thẳng đứng lên dọc theo khe dây chằng tĩnh mạch; tại giới hạn trên của khe dây chằng tĩnh mạch, mạc nối nhỏ đến cơ hoành, nơi hai lá của nó tách ra và bao bọc lấy đoạn bụng, đoạn cuối cùng của thực quản.
Ở bờ phải mạc nối nhỏ, hai lá liên tiếp nhau tạo nên bờ tự do nằm trước lỗ mạc nối.

## Phân chia
Mặc dù mạc nối nhỏ là một lá liên tục nhưng theo giải phẫu, mạc nối nhỏ được chia làm nhiều dây chằng với danh pháp bắt đầu bằng tiền tố gan (hepato), với ý nghĩa là chúng kết nối gan tới điểm kết thúc nào đó.
Nhiều tài liệu chia mạc nối nhỏ thành hai phần:
- dây chằng gan - vị: nối gan với bờ cong nhỏ dạ dày
- dây chằng gan - tá tràng: nối gan với ta tràng.

Cũng có một số tài liệu chia mạc nối nhỏ thành ba phần
- dây chằng gan - hoành: nối gan với cơ hoành[2]
- dây chằng gan - thực quản: nối gan với đoạn bụng của thực quản[3]
- dây chằng gan - đại tràng: nối gan với đại tràng.

## Nội dung bên trong mạc nối nhỏ
Gần bờ tự do, hai lá mạc nối nhỏ bao bọc động mạch gan riêng, ống mật chủ, tĩnh mạch cửa, một số mạch bạch huyết, hạch bạch huyết và đám rối thần kinh gan. Các cấu trúc này được bọc trong bao Glisson.
Giữa các lá của mạc nối nhỏ nơi bám gần dạ dày, các tĩnh mạch gan chạy xung quanh động mạch gan.

## Ảnh

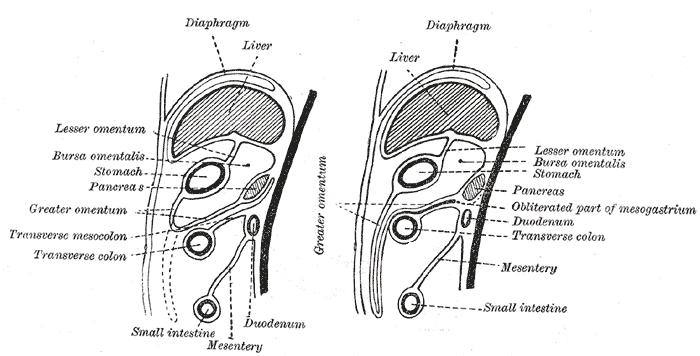
Vị trí mạc nối lớn (greater omentum) đối với đại tràng ngang (transverse mesocolon).
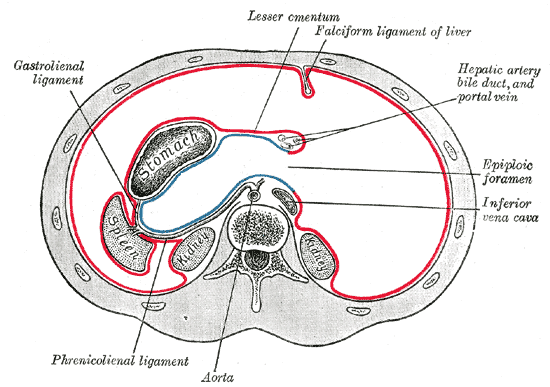
Thiết đồ ngang vùng thượng vị. Màu đỏ biểu thị phúc mạc.